# Cantó de Souilly
El cantó de Souilly és un cantó francès del departament del Mosa, situat al districte de Verdun. Té 18 municipis i el cap és Souilly.

## Municipis
- Ancemont
- Heippes
- Julvécourt
- Landrecourt-Lempire
- Lemmes
- Les Monthairons
- Nixéville-Blercourt
- Osches
- Rambluzin-et-Benoite-Vaux
- Récourt-le-Creux
- Saint-André-en-Barrois
- Senoncourt-lès-Maujouy
- Les Souhesmes-Rampont
- Souilly
- Tilly-sur-Meuse
- Vadelaincourt
- Villers-sur-Meuse
- Ville-sur-Cousances

## Història
| Data d'elecció                           | Identitat     | Partit        | Qualitat |
| ---------------------------------------- | ------------- | ------------- | -------- |
| 1945-1970                                | Pierre Jolly  | radical       |          |
| 1970-1994                                | Robert Louppe | Divers droite |          |
| 1994-                                    | Serge Nahant  | Divers droite |          |
| les dades anteriors no són pas conegudes |               |               |          |
|                                          |               |               |          |

## Demografia
| A partir de 1990: Població sense dobles comptes |